# Frédéric Escanyé
Pour les articles homonymes, voir Escanyé.
Frédéric Escanyé, né le 15 mai 1833 à Thuir (Pyrénées-Orientales) et mort le 1er septembre 1906 à Perpignan (Pyrénées-Orientales), est un homme politique français.

## Biographie
Petit-fils de Sébastien Escanyé, ancien élu à l'Assemblée nationale législative en 1791, et fils de Ferdinand Escanyé, député de la Monarchie de Juillet, Frédéric Escanyé est avocat à Perpignan. Membre de la commission municipale de Perpignan après le 4 septembre 1870, conseiller de préfecture, il est conseiller municipal de Perpignan en 1871 et conseiller général du canton de Thuir la même année. 
Élu député des Pyrénées-Orientales pour la première fois en 1876, il siège à l'Union républicaine. Il est l'un des 363 qui refusent la confiance au gouvernement de Broglie, le 18 mai 1877, provoquant des élections anticipées. Battu aux législatives de 1877 par le conservateur monarchiste Joseph Gelcen avec seulement 36 voix d'écart, l'élection est toutefois annulée du fait des manœuvres irrégulières menées par les autorités pour faire élire leur candidat. Frédéric Escanyé récupère alors son siège de 1878 à 1885. Battu en 1885, il redevient député de 1891 à 1906.

## Mandats
Député des Pyrénées-Orientales
- 5 mars 1876 - 25 juin 1877
- 27 janvier 1878 - 27 octobre 1881
- 28 août 1881 - 9 novembre 1885
- 7 mars 1891 - 14 octobre 1893
- 20 août 1893 - 31 mai 1898
- 8 mai 1898 - 31 mai 1902
- 27 avril 1902 - 31 mai 1906